# Clarkeasia parviflora
Clarkeasia parviflora är en akantusväxtart som först beskrevs av John Smith, och fick sitt nu gällande namn av John Richard Ironside Wood. Clarkeasia parviflora ingår i släktet Clarkeasia och familjen akantusväxter. Utöver nominatformen finns också underarten C. p. albescens.